# Степное (Павлоградский район)
Степно́е — деревня в Павлоградском районе Омской области России. Входит в состав Южного сельского поселения. Население 271 чел. (2010), из них казахи 100 % (2002). .

## История
В соответствии с Законом Омской области от 30 июля 2004 года № 548-ОЗ «О границах и статусе муниципальных образований Омской области» деревня вошла в состав образованного Южного сельского поселения.

## География
Расположен на юге региона, в степной зоне, вблизи государственной границы с Казахстаном.
Уличная сеть состоит из трёх географических объектов: Степная, Школьная, Южная.
Абсолютная высота — 118 метров над уровнем моря.

## Население
| 2010 |
| ---- |
| 271  |

Гендерный состав
По данным Всероссийской переписи населения 2010 года в гендерной структуре населения из 271 человек мужчин — 125, женщин — 146 (46,1 и	53,9 % соответственно).
Национальный состав
Согласно результатам переписи 2002 года, в национальной структуре населения казахи составляли 73 % из общей численности населения в 290 чел.

## Инфраструктура
«Степная основная школа».
Развитое сельское хозяйство (животноводство).

## Транспорт
«Раздольное — Степное» (идентификационный номер 52 ОП МЗ Н-387) длиной 8,00 км..